# Evgenia Sidorova
Pour les articles homonymes, voir Sidorova.
Evguenia Nikolaïevna Sidorova (en russe : Евгения Николаевна Сидорова), née le 13 décembre 1930 et morte le 29 janvier 2003, est une skieuse alpine soviétique.

## Palmarès

### Jeux olympiques d'hiver
| Épreuve / Édition         | Descente | Slalom géant | Slalom |
| JO 1956 Cortina d'Ampezzo | 37e      | 40e          | Bronze |
| JO 1960 Squaw Valley      | —        | 31e          | —      |
| JO 1964 Innsbruck         | 37e      | 38e          | 27e    |

### Championnats du monde
| Épreuve / Édition         | Descente | Slalom géant | Slalom | Combiné |
| JO 1956 Cortina d'Ampezzo | 37e      | 40e          | Bronze | 17e     |
| Mondiaux 1958 Bad Gastein | 31e      | 27e          | 12e    | 12e     |
| JO 1960 Squaw Valley      | —        | 31e          | —      | 12e     |
| JO 1964 Innsbruck         | 37e      | 38e          | 27e    | 18e     |